# Hurbanovo
Hurbanovo es un municipio del distrito de Komárno en la región de Nitra, Eslovaquia, con una población estimada a final del año 2024 de 7178 habitantes.
Se encuentra ubicado al suroeste de la región, cerca de los ríos Danubio y Váh, y de la frontera con Hungría.

## Demografía
| Año        | 1994 | 2004    | 2014    | 2024    |
| ---------- | ---- | ------- | ------- | ------- |
| Población  | 7894 | 8041    | 7605    | 7178    |
| Diferencia |      | +1,86 % | −5,42 % | −5,61 % |

| Año        | 2023 | 2024    |
| ---------- | ---- | ------- |
| Población  | 7222 | 7178    |
| Diferencia |      | −0,60 % |